# Capsicum dimorphum
Capsicum dimorphum är en potatisväxtart som först beskrevs av John Miers, och fick sitt nu gällande namn av Carl Ernst Otto Kuntze. Capsicum dimorphum ingår i släktet spanskpepparsläktet, och familjen potatisväxter. Inga underarter finns listade i Catalogue of Life.